# Muzeul de Artă din Iași
Muzeul de Artă din Iași este un muzeu național din Iași, amplasat în Piața Ștefan cel Mare și Sfânt nr. 1, în incinta Palatului Culturii.

## Istoric
Înființat în 1860, muzeul a funcționat la început în cadrul Academiei Mihăilene.
Primele picturi provin din colecția Marismas, din cele 16 achiziționate în anul 1845 de Scarlat V. Vârnav care, pe când era student la Sorbona, a participat la Paris la o licitație de tablouri care aparțineau marchizului Alexandre Marie Aquado de Las Marismas. Întors la Iași, Vârnav a încredințat 12 din aceste picturi Muzeului Național inaugurat în 1860. Erau lucrări ale pictorilor Rubens, Caravaggio, Pietro Liberi, Murillo, Eustache le Sueur, Philippe de Champaigne, Egbert van Heemskerk. La mai puțin de un an colecția s-a îmbogățit cu 39 de tablouri din colecția lui Costache Negri, formată din picturi de Veronese, Van Dyck, Poussin, Tintoretto, Solimena, Jan Both, Cranach sau unor discipoli ai acestora. 
Din 1957, mutat în sediul Palatului Culturii, muzeul devine secție a Complexului muzeal din Iași. 
Muzeul deține o valoroasă colecție de artă românească și universală. În Galeria de artă universală picturile sunt grupate pe școli naționale: italiană și spaniolă, flamandă și olandeză, franceză, germană, austriacă și rusă. 
În Galeria de artă românească, operele școlii naționale sunt expuse cronologic, începând de la sfârșitul secolului al XVIII-lea până astăzi. Expoziția reunește lucrări ale unor clasici români: Nicolae Grigorescu, Theodor Aman, Ștefan Luchian, Nicolae Tonitza, Theodor Pallady, Ioan Andreescu și alții. Donația prof. univ. dr. Aldea Adrian – Sorin și dr. Aldea Rodica a completat patrimoniul muzeului cu creații semnate de artiști prestigioși români, precum: Rudolf Schweitzer-Cumpăna, Traian Brădean, Angela Popa-Brădean, Constantin Piliuță, Ion Pacea, Dan Hatmanu, Liviu Suhar, Corneliu Medrea, Gheorghe Coman, Doru Andrii etc.
De-a lungul timpului, patrimoniul Muzeului de Artă din Iași s-a îmbogățit cu multe donații, astfel că astăzi păstrează aproximativ 10.000 de opere de artă: pictură, grafică și sculptură.